# کومیاما، کیوتو
کومیاما، کیوتو (به لاتین: Kumiyama, Kyoto) یک منطقهٔ مسکونی در ژاپن است که در استان کیوتو واقع شده‌است. کومیاما  ۱۷٬۱۲۵ نفر جمعیت دارد.